# Elena Pontiggia

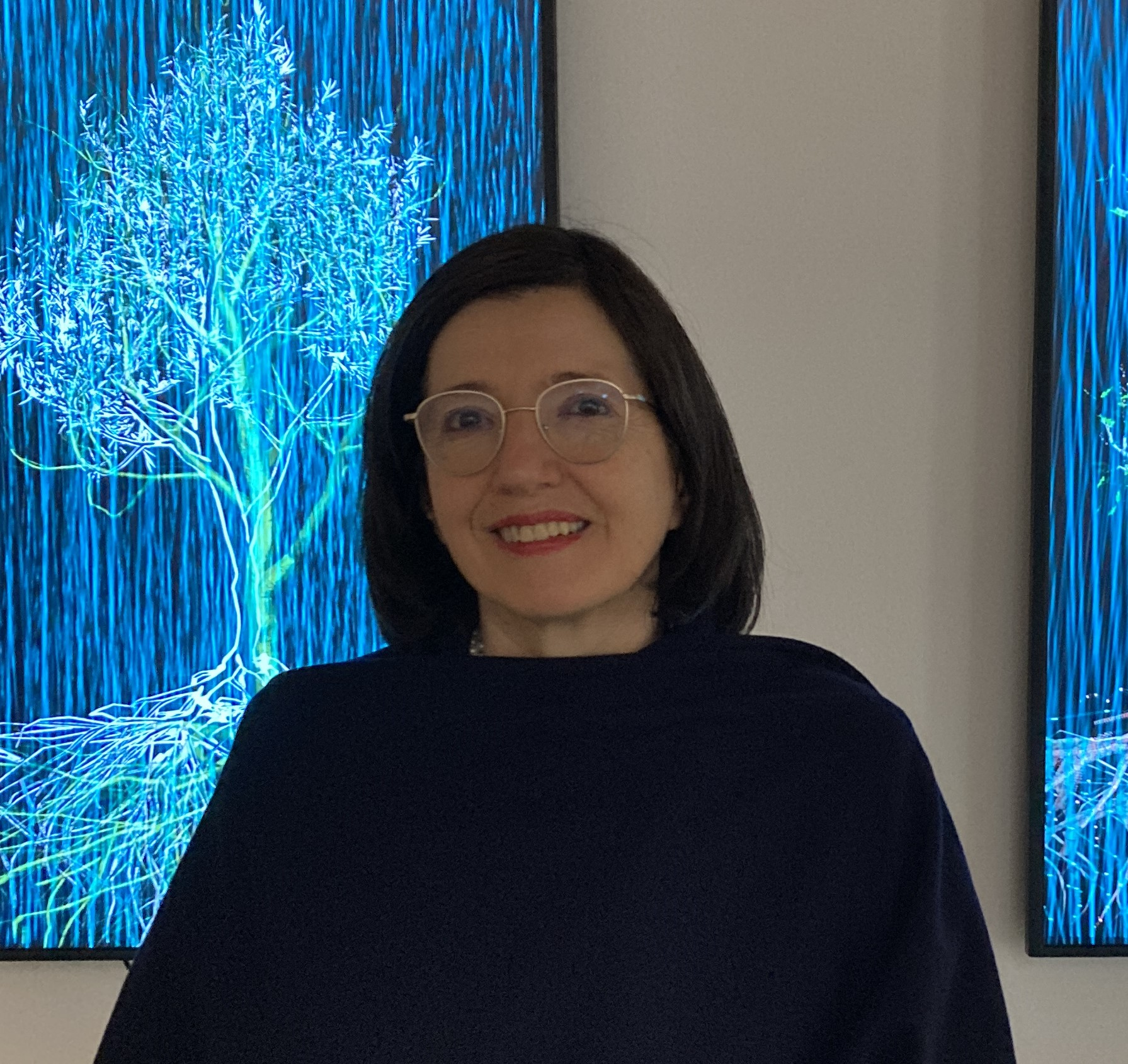
Rovereto 2024

Elena Pontiggia (Milano, 22 luglio 1955) è una critica d'arte e storica dell'arte italiana.

## Biografia
Terminati gli studi classici, si laurea in Filosofia alla Statale di Milano con una tesi sull'estetica di Nietzsche. 
Insegna Storia dell'arte all'Accademia di Brera e al Politecnico di Milano. Collabora come critica d'arte a vari giornali e riviste. Dal 2011 scrive su “La Stampa”.

Si occupa in particolare dell'arte italiana e internazionale fra le due guerre e del rapporto tra modernità e classicità. Si interessa agli scritti di poetica, pubblicando i principali testi teorici degli artisti da Cézanne e dalle avanguardie a Pollock.
Ha fatto parte fino al 1993 del Comitato Scientifico del Padiglione d’Arte Contemporanea di Milano e dal 2002 al 2006 del Consiglio d'amministrazione della Quadriennale di Roma. Dal 2001 fa parte del Comitato Scientifico della Fondazione Stelline di Milano. Dal gennaio 2022 è presidente del Comitato Scientifico della Fondazione VAF-Stiftung di Francoforte. 
Tra i premi vinti figurano nel 1996 il “San Valentino d'oro” per la Storia dell'arte, nel 2009 il premio Carducci con Modernità e classicità. Il ritorno all'ordine in Europa dal dopoguerra agli Anni Trenta e nel 2022 il Premio Internazionale "Casinò di Sanremo - Antonio Semeria" per Storia del Novecento Italiano. 1920-1932. Ha preso parte a diverse edizioni dei Colloqui fiorentini.

## Principali mostre organizzate
- Il Milione e l'astrattismo, Fermo, Pinacoteca, 1988.
- Sironi. Il mito dell'architettura (con A. Sironi e F. Benzi), Milano, Padiglione d'Arte Contemporanea, 1990.
- L'idea del classico. Arte in Italia 1916-1932, Milano, Padiglione d'Arte Contemporanea, 1992.
- Da Boccioni a Sironi. Il mondo di Margherita Sarfatti, Brescia, Palazzo Martinengo Cesaresco Novarino, 1997.
- Persico e gli artisti, Milano, Padiglione d'Arte Contemporanea, 1997.
- Adolfo Wildt e i suoi allievi, Brescia, Palazzo Martinengo Cesaresco Novarino, 2001.
- Il Novecento milanese. Da Sironi ad Arturo Martini (con N. Colombo), Milano, Spazio Oberdan, 2003.
- Arturo Martini (con C. Gian Ferrari e L. Velani), Milano, Permanente e Fondazione Stelline/ Roma, Galleria Nazionale d'Arte Moderna, 2006.
- Sironi. Gli anni 40 e 50 (con C. Gian Ferrari), Milano, Fondazione Stelline, 2007.
- De Chirico. La magia della linea, Roma, Museo Bilotti, 2009.
- Il chiarismo, Milano, Palazzo Reale, 2010.
- Lo stupore nello sguardo. La fortuna di Rousseau in Italia da Soffici e Carrà a Breveglieri, Milano, Fondazione Stelline, 2011.
- Mario Sironi, Roma, Complesso del Vittoriano, 2014.
- BOT. I futurismi di un giocoliere, Piacenza, Fondazione di Piacenza e Vigevano, 2015.

## Principali libri pubblicati
- Edward Hopper. Scritti, interviste, testimonianze, Abscondita, Milano, 2000. ISBN 9788884160010
- La Nuova Oggettività tedesca, Abscondita, Milano, 2002. ISBN 8884160456
- Il Novecento Italiano, Abscondita, Milano, 2003. ISBN 9788884160485
- Il ritorno all'ordine, Abscondita, Milano, 2005, ISBN 8884161096
- La grande Quadriennale. 1935: la svolta dell'arte italiana (con C. F. Carli), Electa, Milano, 2006. ISBN 8837046499
- Modernità e classicità. Il ritorno all'ordine in Europa dal dopoguerra agli anni trenta, Bruno Mondadori, Milano, 2008. ISBN 9788861590748
- Il movimento di Corrente, Abscondita, Milano, 2012. ISBN 9788884163356
- Mario Sironi. La grandezza dell'arte, le tragedie della storia, Johan & Levi, Milano, 2015, ISBN 9788860101242
- Christian Schad, Abscondita, Milano, 2015, ISBN 9788884165114
- Arturo Martini. La vita in figure, Milano, Johan & Levi, 2015, ISBN 978-88-6010-185-3
- Renato Birolli, Figure e luoghi 1930-1959 (con V. Birolli), Torino, MEF, 2016, ISBN 978-8894138641
- Arturo Tosi e il Novecento. Lettere dall’archivio dell’artista, Sillabe, Livorno, 2017, ISBN 9788883479960
- Maria Lai. Arte e relazione, Nuoro, Ilisso, 2018, ISBN 978-88-6202-356-6
- Aubrey Beardsley, Abscondita, Milano, 2018, ISBN 9788884167446
- Giorgio de Chirico. Lettere 1909-1929, Silvana Editoriale, Cinisello Balsamo, 2018, ISBN 9788836641642
- Le Liste di Vellani Marchi e dei pittori di Bagutta (1927- 1960), Allemandi, Torino, 2019, ISBN 9788842224938
- De Chirico. Gli anni Quaranta, La Nave di Teseo, Milano, 2021, ISBN 9788834609019
- Storia del Novecento Italiano 1920-1932, Allemandi, Torino, 2022, ISBN 9788842225331